# Hancock (Maine)
Hancock – miasto w Stanach Zjednoczonych, w stanie Maine, w hrabstwie Hancock.